# Francisco León de la Barra
Francisco León de la Barra (16 juin 1863, Mexico - 23 septembre 1939, Mexico) est un homme d'État mexicain, premier président de la République à la suite de la révolution mexicaine de 1911 ,.